# Каримов, Мумин
Мумин Каримов (13 февраля 1920, Ниязбаш, Сырдарьинская область — 5 мая 1978, Ниязбаш, Ташкентская область) — участник Великой Отечественной войны. Полный кавалер ордена Славы.

## Биография
Родился 13 февраля 1920 года в деревне Ниязбаш в крестьянской семье. Окончив школу, работал учётчиком в колхозе.
В 1940 году призван в Рабоче-крестьянскую Красную армию. Участвовал в обороне Москвы, во время которой был тяжело ранен. Осенью 1943 года под Фастовом был тяжело ранен во второй раз. Во время боёв за Перемышль (17 июля — 25 июля 1944) прорвался в расположение противника. Уничтожил вражеских солдат и двух солдат взял в плен. 21 июля 1944 года, после форсирования реки, ворвался в расположение врага, взял в плен одного «языка» и уничтожил 14 немецких солдат. 29 августа того же года награждён орденом Славы 3-й степени. В период 15—16 января 1945 года уничтожил 68 немецких военнослужащих (30 солдат и 1 офицера при форсировании реки Пилица и 37 солдат во время уличных боёв в городе Радомско). 10 марта 1945 года награждён орденом Славы 2-й степени. В период с 17 апреля по 21 апреля 1941 года уничтожил 87 немецких военнослужащих, во время боёв был ранен (3-й раз за период войны), но продолжал оставаться в строю. 27 июня 1945 года награждён орденом Славы 1-й степени.
Демобилизован в 1945 году. Работал в колхозе, затем — в школе. Умер 5 мая 1978 года.

## Награды
- Орден Славы I степени (№ 260; 27 июня 1945);
- Орден Славы II степени (№ 10215; 10 марта 1945);
- Орден Славы III степени (№ 155381; 29 августа 1944);
- ряд медалей

## Комментарии
1. ↑  Ныне — в Янгиюльском районе, Ташкентская область, Узбекистан.